# Folksångstävlingen
Folksångstävlingen anordnades år 1900 på initiativ av Neptunikören (inom Neptuniorden). Vid ett möte samlades på hösten 1899 ett hundratal manskörssångare från flera av Stockholms manskörer. Man beslutade vid denna sammankomst att rikta ett upprop till svenska tonsättare att delta i en tävling med syftet att åstadkomma en "svensk folksång" (d.v.s. nationalsång).
Vid denna tid hade Otto Lindblads "Ur svenska hjärtans djup" status av kungssång, men någon nationalsång fanns inte. Man fattade beslut om att anordna en tävling och en kommitté tillsattes som bestod av Odert von Schoultz, Josef Nordgren, Hjalmar Blomgren, Karl Möller och August W. Elfström.
Ett upprop gjordes och i Dagens Nyheter publicerades flera tänkbara texter. När tävlingstiden gått ut hade 116 kompositioner inkommit. En prisnämnd tillsattes som bestod av August Melcher Myrberg, fil.dr., tonsättare, Julius Wibergh, kantor och kördirigent, och Herman Berens, kapellmästare.
Prisnämnden valde ut tio sånger som framfördes i april 1901 i Musikaliska Akademiens stora sal av 150 manskörssångare och Göta Gardes musikkår. De publicerades sedan under titeln "Svenska nationalsånger" på Abraham Lundquist AB förlag. Sångerna publicerades med pianoackompanjemang, men också arrangerade för manskör och blandad kör av Julius Wibergh. I häftet fanns också Richard Dybecks "”Du gamla du friska" (som dock före unionsupplösningen år 1905 inte sjöngs med syftning enbart på Sverige).
Ivar Hallströms O sköna land i höga nord vann den allmänna omröstningen. Wilhelm Peterson-Berger recenserade tävlingen och dess uppenbara fiasko under rubriken "Vad vi sluppit sjunga".

## De utvalda sångerna
1. Hell, vårt land!, text och musik: Alice Tegnér
2. Du svenska bygd, du hem i nord, text: ”Gösta”, musik: Alice Tegnér
3. Hör, hvad budskap bringar vinden, text: Wilhelm Nordin, musik: Ivar Widéen
4. Sverige, du vår gamla moder, text: Frans Hedberg, musik: August Enderberg
5. Hell, hell vårt land, från fäder ärfdt, text: K A Mellin, musik: Lars August Lundh
6. O, sköna land i höga nord, text: J E Brunell, musik: Ivar Hallström
7. Du ärorika fosterland, text efter Bernhard Elis Malmström, musik: Alice Tegnér
8. Sverige, fosterland, dig egna vi vår sång, text: Oscar Bergström, musik: Ivar Hallström
9. Du moders land, du faders land, text efter ”_ck”, musik: August Enderberg
10. Sverige är mitt allt på jorden, text: Harald Jacobson, musik: Henrik Heimer